# Pristimantis paramerus
Pristimantis paramerus es una especie de anfibio anuro de la familia Craugastoridae.

## Distribución
Esta especie es endémica del estado de Mérida en Venezuela. Habita entre los 2900 y 3330 m sobre el nivel del mar en el páramo Santo Domingo en la cordillera de Mérida.

## Publicación original
- Rivero, 1984 "1982" : Los Eleutherodactylus (Amphibia, Salientia) de los Andes venezolanos. 2. Especies Subparameras. Memoria de la Sociedad de Ciencias Naturales La Salle, vol. 42, n.º 118, p. 57-132.[5]